# Lacrouzette
Lacrouzette ist eine südfranzösische Gemeinde mit 1.533 Einwohnern (Stand: 1. Januar 2022) im Département Tarn in der Region Okzitanien. Lacrouzette gehört zum Arrondissement Castres und ist Teil des Kantons Les Hautes Terres d’Oc (bis 2015: Kanton Roquecourbe). Die Einwohner werden Crouzetols genannt.

## Geographie
Lacrouzette liegt im Haut-Languedoc, etwa 72 Kilometer ostnordöstlich von Toulouse und etwa zehn Kilometer nordöstlich von Castres. Der Fluss Agout bildet die nördliche und die südöstliche Gemeindegrenze. Umgeben wird Lacrouzette von den Nachbargemeinden Montredon-Labessonnié im Norden, Vabre im Nordosten, Le Bez im Osten und Südosten, Burlats im Süden und Südosten sowie Roquecourbe im Westen.

## Bevölkerungsentwicklung
| Jahr                      | 1962 | 1968 | 1975 | 1982 | 1990 | 1999 | 2006 | 2012 |
| Einwohner                 | 1313 | 1572 | 1862 | 1955 | 1854 | 1753 | 1812 | 1722 |
| Quelle: Cassini und INSEE |      |      |      |      |      |      |      |      |

## Sehenswürdigkeiten
- Kirche Notre-Dame du Granit
- protestantische Kirche
- Felsformation Roc de l’Oie
- Felsformation Peyro Clabado

## Persönlichkeiten
- Cyril Julian (* 1974), Basketballspieler